# Campnosperma
Campnosperma is een geslacht uit de pruikenboomfamilie (Anacardiaceae). De soorten uit het geslacht komen voor op de eilanden in de westelijke Indische Oceaan, in tropisch Azië, het Pacifisch gebied en tropisch Centraal- en Zuid-Amerika.

## Soorten
- Campnosperma auriculatum (Blume) Hook.f.
- Campnosperma brevipetiolatum Volkens
- Campnosperma coriaceum (Jack) Hallier f.
- Campnosperma gummiferum (Benth.) Marchand
- Campnosperma lepidotum Capuron ex Randrianasolo & J.S.Mill.
- Campnosperma micranteium Marchand
- Campnosperma montanum Lauterb.
- Campnosperma panamense Standl.
- Campnosperma parvifolium Capuron ex J.S.Mill. & Randrianasolo
- Campnosperma schatzii Randrianasolo & J.S.Mill.
- Campnosperma seychellarum Marchand
- Campnosperma squamatum Ridl.
- Campnosperma zacharyi Randrian. & Lowry
- Campnosperma zeylanicum Thwaites

... · 
Anacardium · 
Bouea · 
Buchanania · 
Cotinus · 
Mangifera · 
Pistacia (Pistache) · 
Protorhus · 
Rhus · 
Schinus · 
Sclerocarya · 
Sorindeia · 
Spondias · 
Toxicodendron · 
...